# Joussé
Joussé é uma comuna francesa na região administrativa da Nova Aquitânia, no departamento de Vienne. Estende-se por uma área de 7,59 km². Em 2010 a comuna tinha 303 habitantes (densidade: 39,9 hab./km²).